# マウリシオ・モリーナ
マウリシオ・アレハンドロ・モリーナ・ウリベ（Mauricio Alejandro Molina Uribe, 1980年4月30日 - ）は、コロンビア・メデジン出身の元サッカー選手。元コロンビア代表。現役時代のポジションは攻撃的ミッドフィールダー。
Kリーグ時代の登録名はモリーナ（ハングル: 몰리나）。

## 経歴

### クラブ
16歳の時にエンビガドFCでキャリアを始めると程なくして頭角を表し、3シーズン後に1部のインデペンディエンテ・サンタフェと契約。サンタフェでは負傷の影響から出場機会にあまり恵まれなかったものの、翌2002年にインデペンディエンテ・メデジンと契約すると、主力の1人としてチームを45年ぶりのリーグタイトル獲得に導いた。総合順位では3位だった。さらにコパ・リベルタドーレス2003で準決勝進出に貢献と成功を収めたモリーナは、メキシコ1部のモナルカス・モレリアと契約し2004年まで在籍した。UAE1部のアル・アインFCでの半年の在籍を経て、キャリア最高の時を過ごしたインデペンディエンテ・メデジンに復帰した。
その後はアルゼンチン1部のCAサン・ロレンソ・デ・アルマグロ、パラグアイ1部のオリンピア・アスンシオンに在籍し、オリンピアではアペルトゥーラ（前期）のみの滞在ながらも8得点を挙げる成功を収めた。2007年後半から欧州へと渡りレッドスター・ベオグラードと契約した。
コパ・リベルタドーレスへ向けて戦力増強を図るブラジル1部のサントスFCとの接触が取り沙汰され、2月9日に正式に同クラブと契約。2月13日にコパ・リベルタドーレスのククタ・デポルティーボFC戦で初出場、カンピオナート・パウリスタのイトゥアーノFC戦で初得点を記録した。
2009年7月に移籍金128万ドルで韓国1部の城南一和天馬と契約。昨年に同クラブからのオファーを拒否したものの、今回のオファーを受諾した理由に家族との将来を熟考した末に金銭面から断れなかったと明かしながら、自分の心はサントスに留まる語った。浦項スティーラース戦で初出場及び初得点を挙げると、以降も得点を重ねていき、シーズン途中での加入にもかかわらず12試合8得点を記録した。翌2010年シーズンは公式戦50試合22得点11アシスト と昨年以上の活躍を見せた結果、ベストイレブンに選出された。また、AFCチャンピオンズリーグ2010でチームの優勝に貢献し、さらに、FIFAクラブワールドカップ2010で得点王に輝くなど充実したシーズンを過ごした。
城南で成功した時を送っていたものの、シーズン終了後にチームの財政的な問題により移籍を余儀なくされ、2011年1月24日にFCソウルと3年契約を締結。8月24日の江原FC戦 (6-3) で3得点3アシストと全得点に絡む活躍で勝利に導いた。この得点、アシストの両方でのハットトリックは、1983年から開始したKリーグ史上初 のことで、世界的にみても非常に珍しい記録だった。
2015年シーズン終了後、FCソウルを退団。2016年よりインディペンディエンテ・メデジンに復帰。

### 代表
コロンビア代表としてはコパ・アメリカ2001初優勝の一員であり、2003 CONCACAFゴールドカップのグアテマラ戦で初得点を記録した。

## タイトル

### 代表
コロンビア代表
- コパ・アメリカ：2001

### クラブ
インデペンディエンテ・メデジン
- カテゴリア・プリメーラA：2002F, 2016A

城南一和天馬
- AFCチャンピオンズリーグ：2010

FCソウル
- Kリーグ：2012
- 韓国FAカップ：2015

### 個人
- FIFAクラブワールドカップ 得点王：2010
- Kリーグベストイレブン：2010, 2012
- Kリーグアシスト王：2012, 2013

## 代表歴

### 出場大会
- コパ・アメリカ2001
- 2003 CONCACAFゴールドカップ